# Derolus perroudi
Derolus perroudi är en skalbaggsart som beskrevs av Maurice Pic 1933. Derolus perroudi ingår i släktet Derolus och familjen långhorningar. Inga underarter finns listade i Catalogue of Life.